# Kotelniki (Moskvas tunnelbana)
Kotelniki (ryska: Котельники) är den sydöstra slutstationen på Tagansko–Krasnopresnenskajalinjen i Moskvas tunnelbana, i förorten Kotelniki, precis utanför Moskvas stadsgräns. Stationen öppnades den 21 september 2015, och förlängde linjen bortom den tidigare slutstationen Zjulebino.
Stationen är den andra som byggts i Moskva oblast. 1984, efter det att den västra delen av staden Ljubertsy blev en del av Moskva, började en snabb stadsutveckling. Hela området längs förortslinjerna Kazanskij and Rjazanskij av Moskvas järnväg var starkt beroende av tunnelbanestationen Vychino, den dåvarande slutstationen på Tagansko–Krasnopresnenskajalinjen, vilken fungerade som bytesstation för båda järnvägsriktningarna. Under 2000-talet kom Vychino att bli kraftigt överbelastad och så småningom togs beslutet att förlänga tunnelbanelinjen. Byggandet av den första expansionen, med stationerna Lermontovskij Prospekt och Zjulebino avslutades i november 2013. Den andra och sista planerade delsträckan blev färdig i september 2015 och förlängde från Zjulebino till Kotelniki.

## Bilder

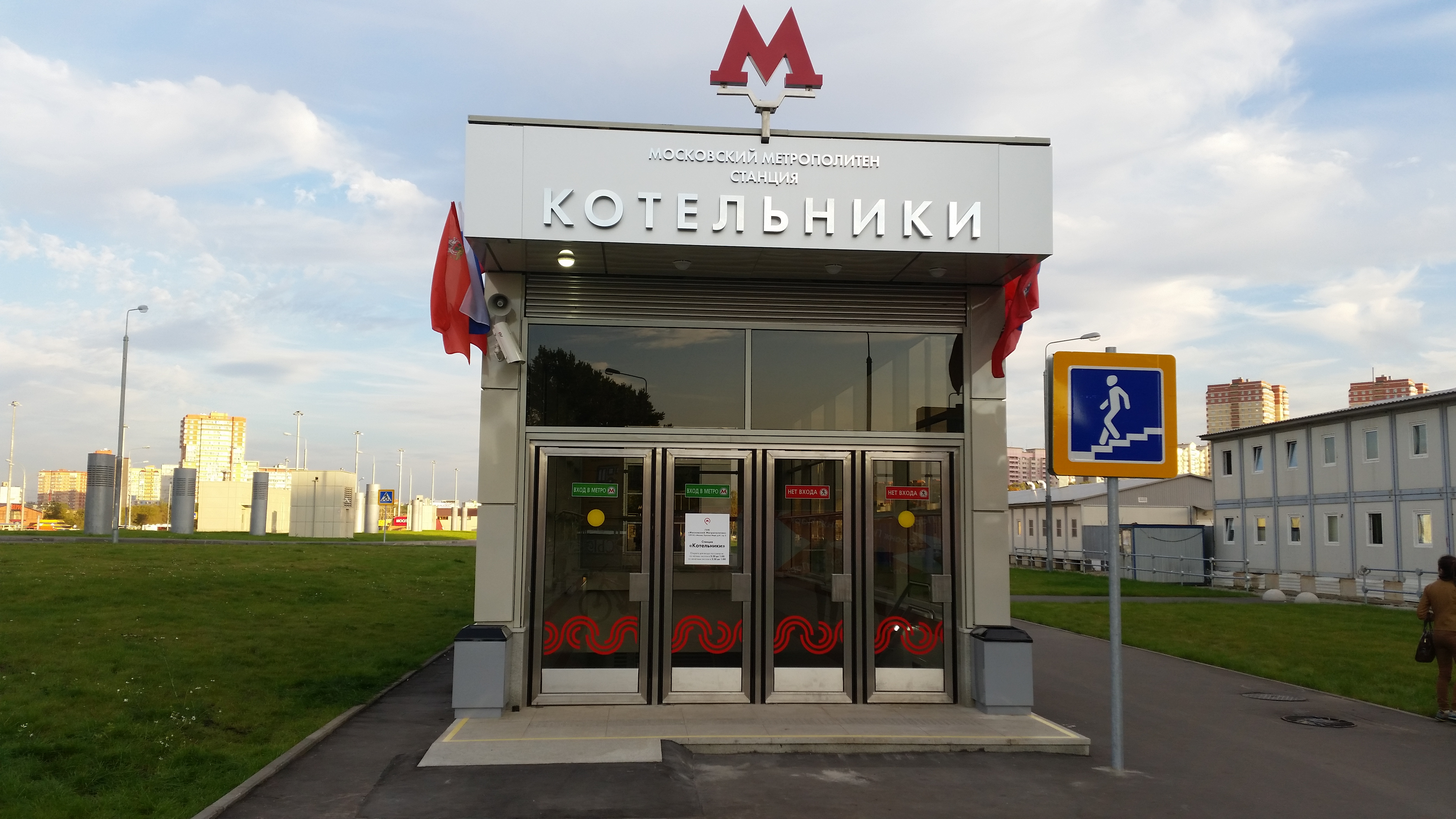
Nedgång
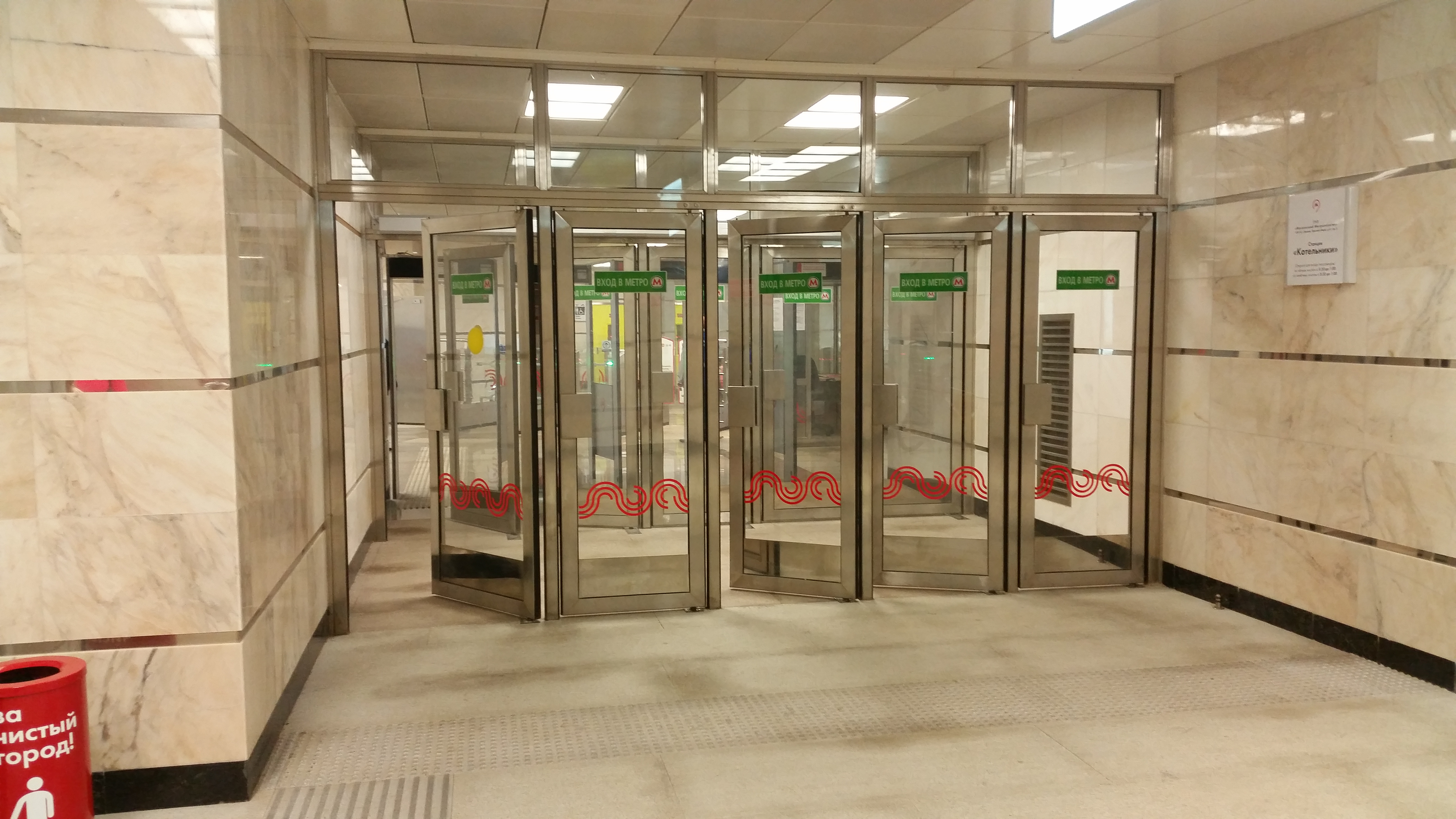
Entré
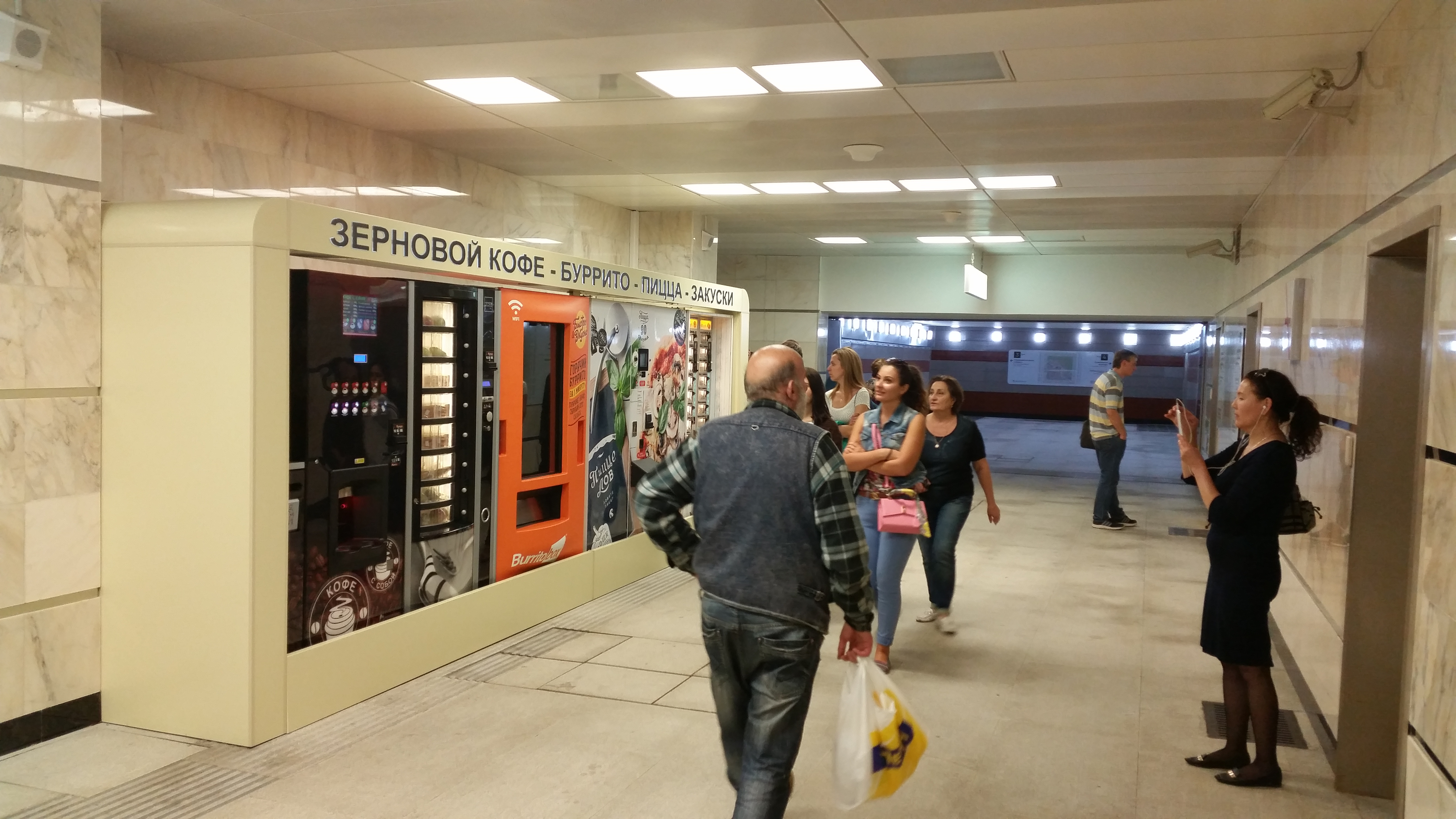
Varuautomater vid ingången
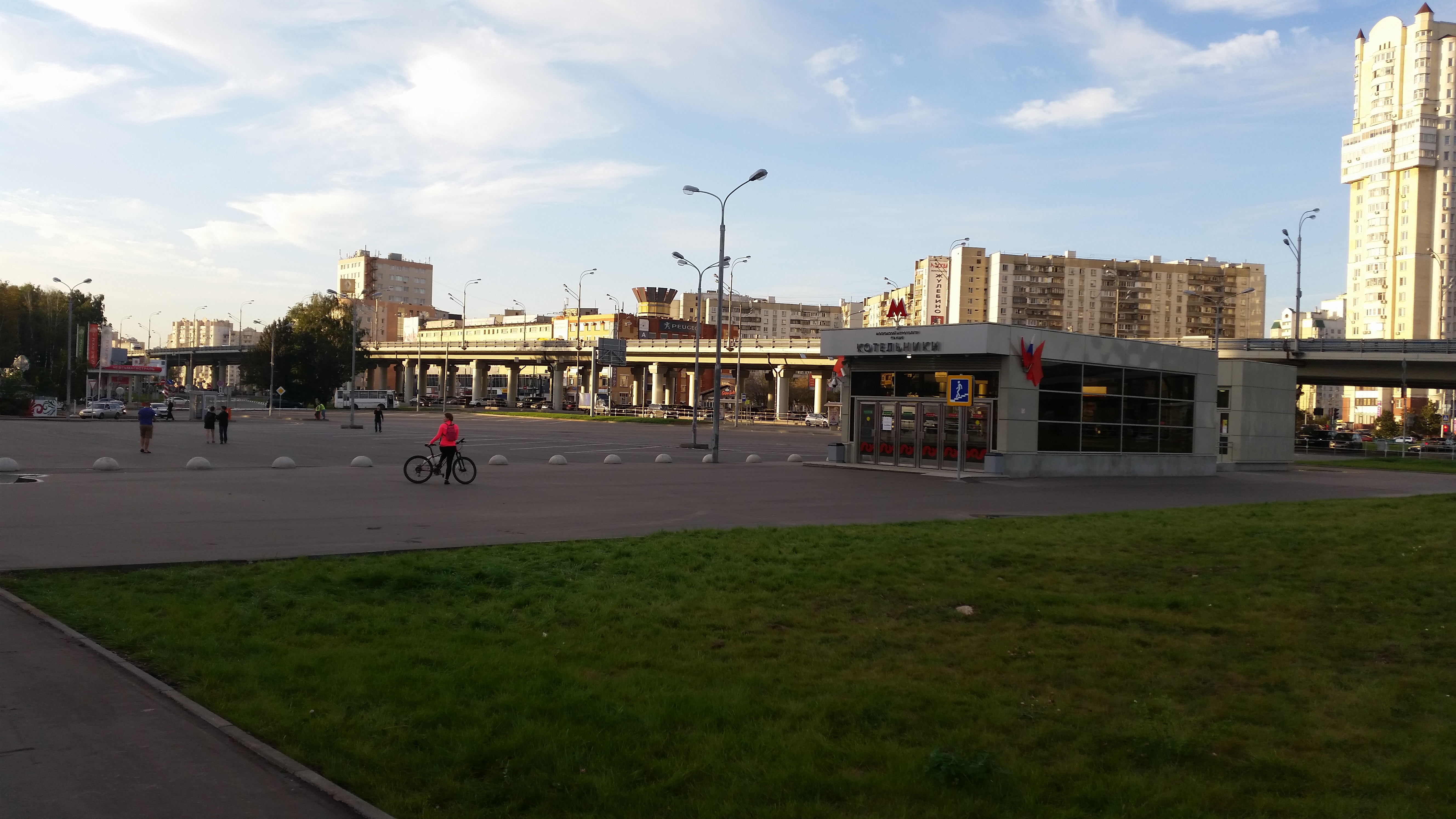
Busstationen vid en av nedgångarna
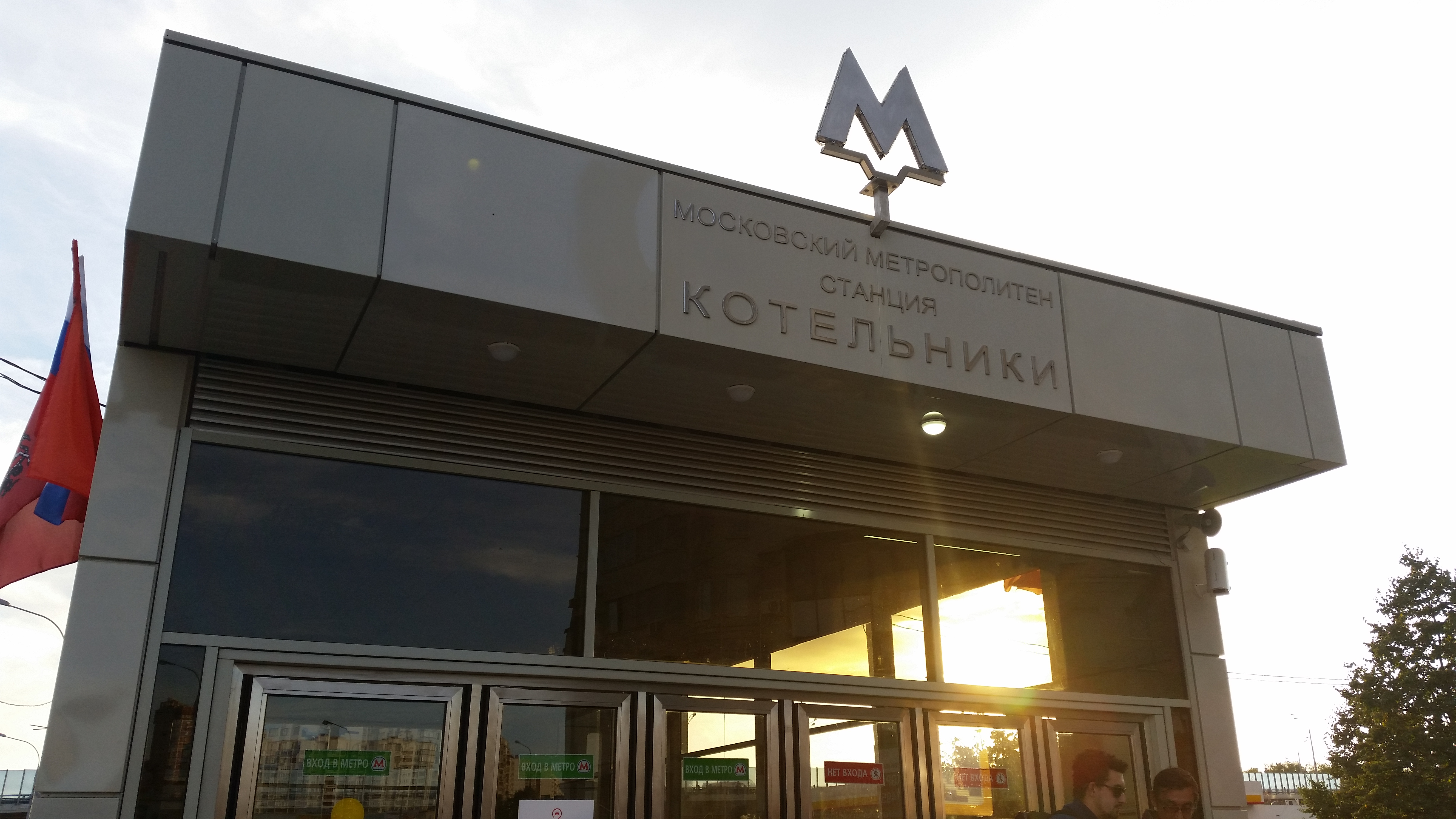
Nedgång
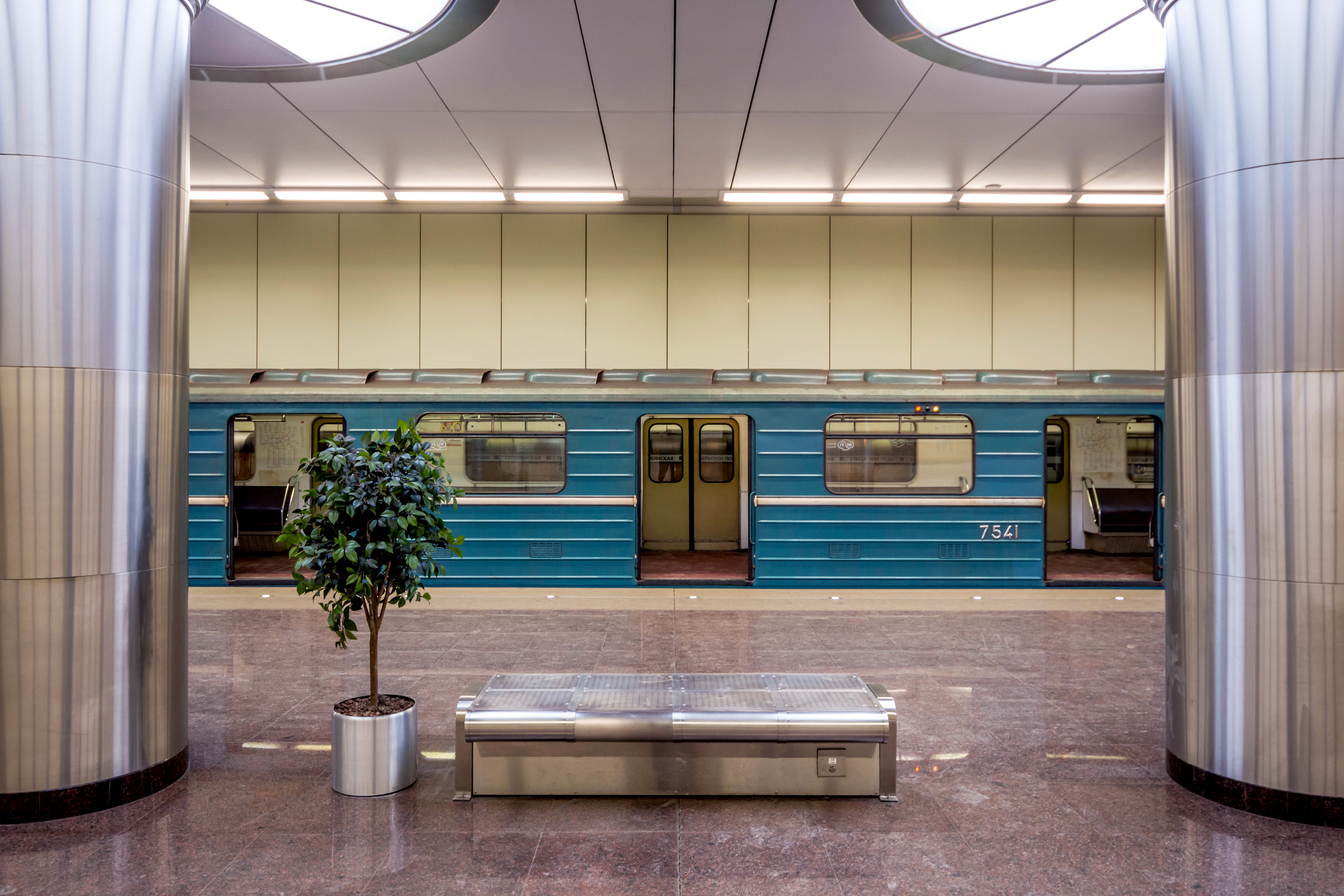
Plattformen